# Paleoplatyura melanderi
Paleoplatyura melanderi är en tvåvingeart som beskrevs av Fisher 1941. Paleoplatyura melanderi ingår i släktet Paleoplatyura och familjen platthornsmyggor.
Artens utbredningsområde är Washington. Inga underarter finns listade i Catalogue of Life.